# Casa de Chá da Boa Nova

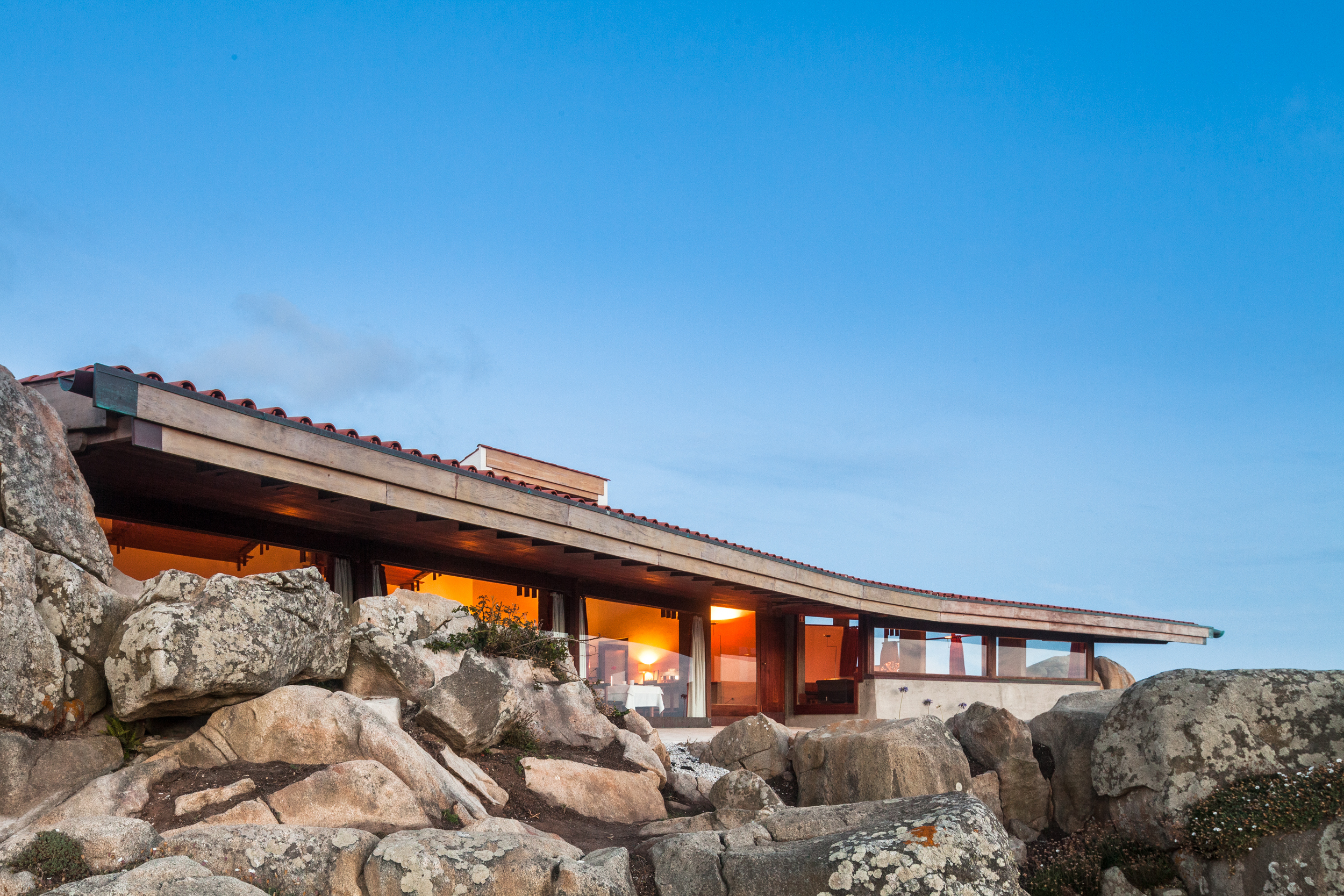
Casa de Chá da Boa Nova, Leça da Palmeira - Renovação em 2014

A Casa de Chá da Boa Nova localiza-se na zona da Boa Nova, junto ao Farol de Leça, na freguesia de Matosinhos e Leça da Palmeira, no município de Matosinhos, distrito do Porto, em Portugal.
É uma conhecida casa de chá e restaurante, instalada no edifício que foi uma das primeiras obras (1958-1963) do arquiteto Álvaro Siza Vieira. Construída sobre as rochas, a apenas dois metros da água, com o mar em fundo, é um dos locais mais procurados pelos amantes da arquitetura, pelos apreciadores de uma boa refeição e, sobretudo, pelos que gostam de contemplar o mar.
A Casa de Chá da Boa Nova está classificada como Monumento Nacional desde 2011.

## História
O edifício foi concebido na sequência de um concurso levado a cabo pela Câmara Municipal de Matosinhos em 1956, do qual saiu vencedor o arquiteto Fernando Távora. Após a escolha do local para a sua implantação, nos rochedos da Boa Nova, Távora entregou o projecto a um dos seus colabores, Álvaro Siza, que estava a dar os primeiros passos na sua carreira.
O espaço começou por funcionar originalmente apenas como casa de chá. Atualmente divide-se pelo bar, onde se pode apreciar um chá ou um café olhando o oceano, e a zona de restaurante.